# Pik Arnawad
Der Pik Arnawad (oder Qullai Arnawad) ist ein Berg in Tadschikistan im Westen des Pamirgebirges. 

## Lage
Der Berg befindet sich an der Grenze der beiden Bezirke Wandsch in der Provinz Berg-Badachschan und dem Bezirk Tawildara in Nohijahoi tobei dschumhurij. 
Der Pik Arnawad hat eine Höhe von 5992 m und bildet den höchsten Punkt der Darwaskette. An seiner Südostflanke liegt das Flusstal des Wantsch. Die Südwest- und Nordflanken werden über den Obichingou entwässert.

## Besteigungsgeschichte
Die Erstbesteigung gelang im August 1946 einer fünfköpfigen Bergsteigergruppe aus Tadschikistan unter der Führung von O. Kapitanow über die Nordflanke.